# Jean-Louis Got
Jean-Louis Got (El Barcarès, 7 de juliol del 1951) va ser un jugador nord-català de rugbi a 15 que, jugant amb la U.S.A.Perpignan, quedà finalista del campionat de França el 1977 en categoria sènior, i el guanyà en categoria juvenil (el Crabos) el 1969.

## Biografia
Fill d'Albert Got, que va ser alcalde del Barcarès (Rosselló) entre 1953 i 1983, inicià la seva carrera esportiva a la natació, però posteriorment es dedicà al rugbi. Format a l'escola de la USAP de Perpinyà, del 1970 al 1981 jugà en al primer equip; el 1977 jugà la final del campionat de França, que perdé 12-4 contra el Besiers. El 1982 passà a jugar al Vichy.
En el camp ocupava la posició de tercera línia centre; feia 1,84 m i 86 kg. En la seva vida privada va ser educador esportiu i mestre monitor al Parc dels Esports de Perpinyà.

## Carrera
- 1967-1982 USAP de Perpinyà
- 1982-? Racing club Vichy rugby

### Palmarès
- Campió de França Crabos 1968-69
- Finalista del campionat de França 1977